# ریک استاین
کریستوفر ریچارد «ریک» استاین سرآشپز، رستوران دار و مجری برنامه‌های آشپزی است. استاین صاحب و سرآشپز چند رستوران است. همچنین چندین کتاب و برنامهٔ تلویزیونی در کارنامهٔ حرفه‌ای او قرار دارد. اخیراً برنامه‌های تلویزیونی و ی با نام «سفرهای ریک استاین در خاور دور» از شبکه آموزش جمهوری اسلامی ایران در حال پخش است. اصالت وی آلمانی است. پدر و مادرش «اریک» و «دوروتی» نام داشتند. همسر وی «سارا» نام دارد و آن‌ها دو فرزند دارند.